# Eliminarea vehiculelor pe combustibili fosili
Vehiculele care sunt alimentate cu combustibili fosili, cum ar fi benzina, motorina, kerosenul și păcura vor fi eliminate treptat.

## Uniunea Europeană
La mijlocul lunii februarie 2023, Uniunea Europeană a aprobat o lege care ar interzice vânzarea de vehicule noi cu ardere internă până în 2035. Cu toate acestea, în martie, Germania și Italia, ambele țări investind masiv în viitorul combustibililor sintetici, doresc asigurări pentru utilizarea acestora înainte de a accepta să semneze legislația.
În martie 2023, Comisia Europeană a elaborat un plan care ar putea permite vânzările de vehicule care funcționează exclusiv cu combustibili sintetici după 2035.